# Limande (meuble)
Pour les articles homonymes, voir Limande (homonymie).
La limande est un type d'armoire gasconne des Xvie et Xviie siècles.

## Caractéristiques
La limande désigne précisément la façade sculptée des meubles auxquels elle donne son nom. Fabriquée par les montagnards de la Bigorre, dans les Pyrénées, elle est facilement transportée en plaine pour être vendue sur les marchés de Rabastens, Mirande ou Auch et apposée sur le bâti de meubles typiquement gascons,. Ces meubles (armoires, bahuts, buffets) sont de petite dimension (une quarantaine de centimètres de profondeur). La façade ouvragée en merisier ou en noyer est cloutée (et non chevillée) à la structure très simple en bois plus rustique (peuplier ou pin). L'armoire est constituée de deux corps superposés à quatre portes, deux en haut et deux en bas, séparés par trois tiroirs. La partie supérieure est en retrait, avec deux colonnettes torses aux extrémités. Elle est surmontée d'un fronton orné d'une niche centrale et de deux tablettes en pignon,,.
Jean-François Bladé en détenait un précieux spécimen faisant exception par la magnificence de sa décoration s'agissant en l'espèce de l'armoire de Marguerite de Valois, : 

« Sa forme est à peu près celle des vieilles limandes de la Gascogne et son ornementation générale est conçue dans le style magnifique et tourmenté de la fin de la Renaissance. Les quatre panneaux portent en relief les images équestres des fils  d'Henri II et de Catherine de Médicis, François II, Charles IX, Henri III et Charles duc d'Anjou, qui fut un instant roi des Pays-Bas, tous quatre vêtus en empereurs romains. La marguerite emblématique qui fleurit sous les pieds de leurs chevaux se retrouve, mêlée à des guirlandes de roses, sur les boiseries qui séparent les panneaux, et dont la nuance sombre rehausse admirablement la couleur plus claire des personnages. Dans la partie supérieure, règne des deux côtés la cordelière des Médicis. Le couronnement est surmonté de deux salamandres, les animaux héraldiques des Valois et le tiroir du milieu est particulièrement remarquable par le beau mascaron qui le décore. »

Typiquement gascons, ces meubles sont aussi présents dans le pays toulousain ou le pays castrais comme dans tout le Sud-Ouest de la France. La « limande du Savès » est une armoire de petite taille des XVIIe et XVIIIe siècles caractéristique de l'artisanat du pays de la Save,.

## Historique
La limande a remplacé au cours des XVIe et XVIIe siècles le bahut ou le coffre de corau ferrade en cœur de chêne ou de noyer fermant à clef du Moyen Âge, destiné à enfermer vêtements et linge de maison et qui faisait partie du trousseau des jeunes mariées. Prosper Lafforgue relève le mot dans des inventaires dressés au XVIe siècle : « Une grande limande, pour tenir marchandises, de bois de sapin, guarnie de six pestetz [tablettes ?] ; — une grande limande faicte en menuizerie ; — autre petite limande, aussi faicte en menuizerie. »,. 
Comme nombre de mobiliers régionaux, la limande, présente jusqu'au milieu du XIXe siècle ne se trouve plus sur les marchés ni même chez les antiquaires. Une étude de la foire de Lectoure menée en 1962 confirme la disparition des échanges avec les Pyrénées et donc de « ces limandes  « en bois de montagnes » que confessent les inventaires notariés. ».

## Étymologie
Selon Amédée Tarbouriech (1834-1870), archiviste de la ville d'Auch, l'étymologie du mot limande serait liée à la provenance de l'armoire des Flandres ou d'Allemagne devenue armoire allemande puis alimande en gascon et limande par abréviation. Cette hypothèse est retenue par plusieurs ethnologues contemporains comme Marie-Noëlle Denis ou Denise Glück qui signale la variabilité du nom et de la fonction du meuble dans l'espace, le temps et les classes sociales. 
Une autre proposition publiée par la Revue de Gascogne est avancée : si les patois romans désignent en effet par les termes limando ou alimando l'armoire à deux corps et quatre ouvrants, l'origine du mot pourrait être celle donnée par Bernard de La Monnoye pour le mot français limande : « Pièce de bois de sciage quarré en long et très plate, ainsi dite parce que l'outil appelé lime est de la sorte, quarré et plat », ajoutant que « le poisson limande (un poisson plat qui porte encore aujourd'hui ce nom vulgaire), dont Ménage dit ne pouvoir trouver l'étymologie, a été ainsi nommé par la même raison ». 
Le Dictionnaire de l'abbé Nicolas Béronie présente l'usage concordant de ces termes dans le Limousin : « Limando, s. f. Planche posée pour mettre quelque chose dessus. Tablette, s. f. Limando de veisselié, limando de gardo-raoubo, tablette de dressoir, tablette d'armoire. Limando de biblioteco, rayons de bibliothèque. Las limandas d'oquelo boutico sou pa bien gornidas ; cette boutique n'est pas bien garnie. » Ainsi, l'armoire à limandes, la limando en gascon devenue limande en français, serait l'armoire pourvue de tablettes ou étagères, le tout prenant le nom de la partie,.
En 1961, Henri Polge signale l'apparition tardive du terme dans la littérature locale, bien postérieure au Moyen Âge, confirmant son origine étrangère à la région. Les exemples qu'il donne remontent à l'année 1691.